# Mellitidae

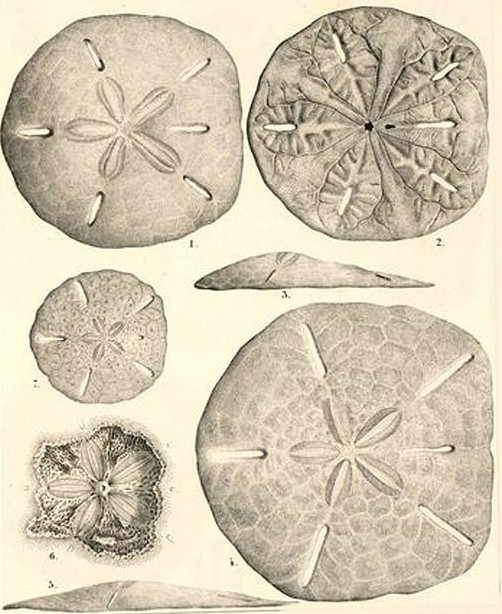
Leodia sexiesperforata por Louis Agassiz (1841).

Mellitidae é uma família de equinodermes da subordem Scutellina da ordem Clypeasteroida que inclui 3 géneros (Encope, Leodia e Mellita).

## Descrição
Equinodermes escavadores, de corpo disciforme. São ouriços-do-mar de corpo aplainado, daí serem conhecidos pelos nomes comuns de bolacha-da-praia ou bolacha-do-mar, cujo aspecto geral é o de uma bolacha ou de uma grande moeda. As suas formas são arredondadas, com um esqueleto de carbonato de cálcio (denominado testa) perfurado, geralmente coberto por uma pele aveludada contendo múltiplos espinhos curtos e finos (os radíolos), os quais formam um tapete contínuo, cujo movimento coordenado permite a locomoção do animal pela areia.
A boca é muito reduzida e ocupa uma posição central na face inferior do corpo. A lanterna de Aristóteles (aparelho mastigador) apresenta-se modificada, constituindo um «moinho de areia» plano.
O ânus situa-se atrás da boca, no início da lúnula anal.

## Taxonomia
Segundo as bases de dados taxonómicos ITIS e NCBI (a 30 de Setemebro de 2013) a família inclui os seguintes géneros :
- Mellita L. Agassiz, 1841
- Encope L. Agassiz, 1841
- Leodia Gray, 1852

A base taxonómica WRMS inclui adicionalmente o género Mellitella (Duncan, 1889).
Com base na estrutura taxonómica contida no Catalogue of Life foi elaborado o seguinte cladograma:
| Mellitidae | \| \| Encope \| \| \| \| \| \| Leodia \| \| \| \| \| \| Mellita \| \| \| \| |
|            | \| \| Encope \| \| \| \| \| \| Leodia \| \| \| \| \| \| Mellita \| \| \| \| |
|            | Arachnoididae                                                               |
|            |                                                                             |
|            | Clypeasteridae                                                              |
|            |                                                                             |
|            | Dendrasteridae                                                              |
|            |                                                                             |
|            | Echinarachniidae                                                            |
|            |                                                                             |
|            | Fibulariidae                                                                |
|            |                                                                             |
|            | Laganidae                                                                   |
|            |                                                                             |
|            | Encope                                                                      |
|            |                                                                             |
|            | Leodia                                                                      |
|            |                                                                             |
|            | Mellita                                                                     |
|            |                                                                             |

|  | Encope  |
|  |         |
|  | Leodia  |
|  |         |
|  | Mellita |
|  |         |

## Galeria

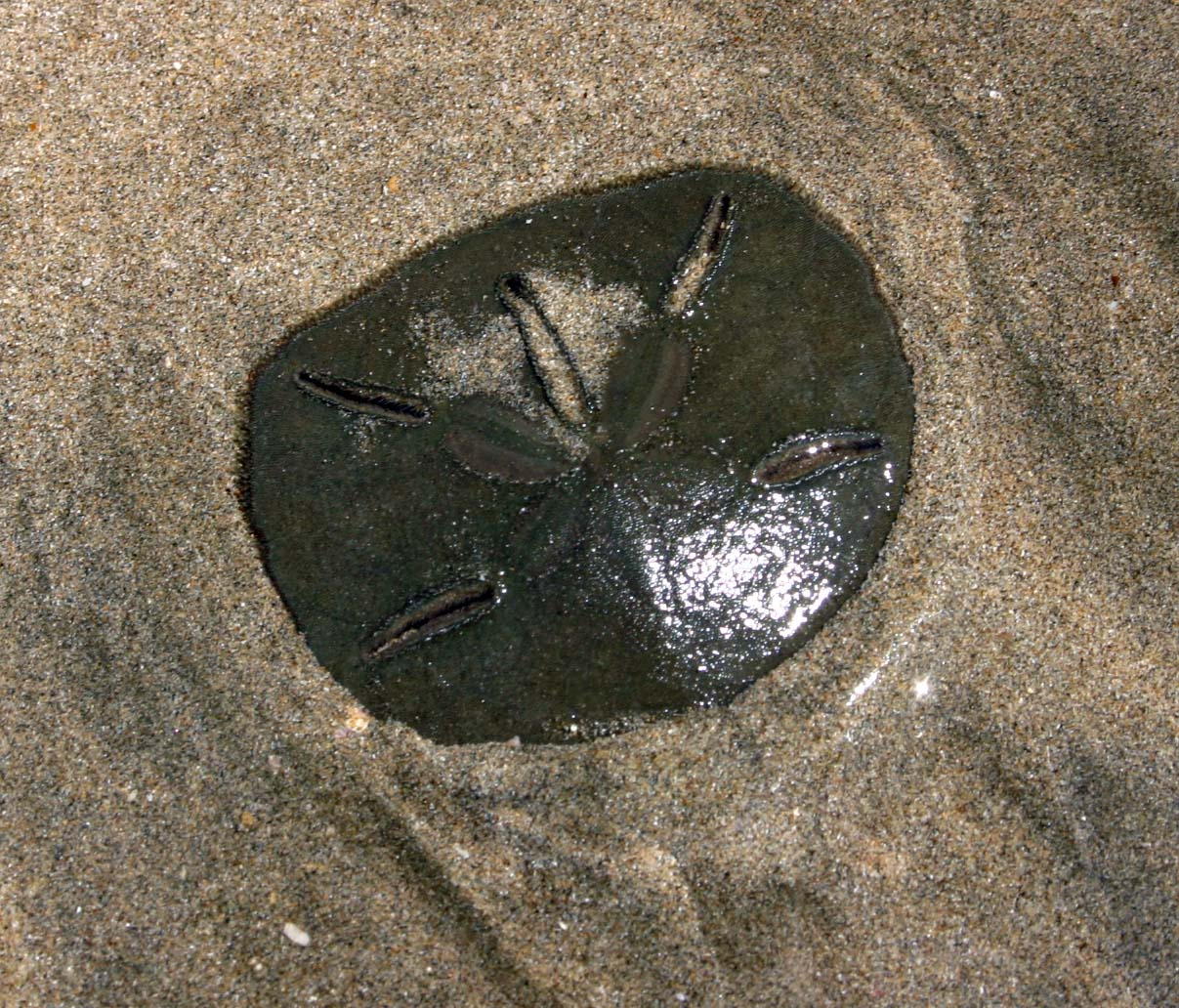
Mellita quinquiesperforata (espécime vivo).
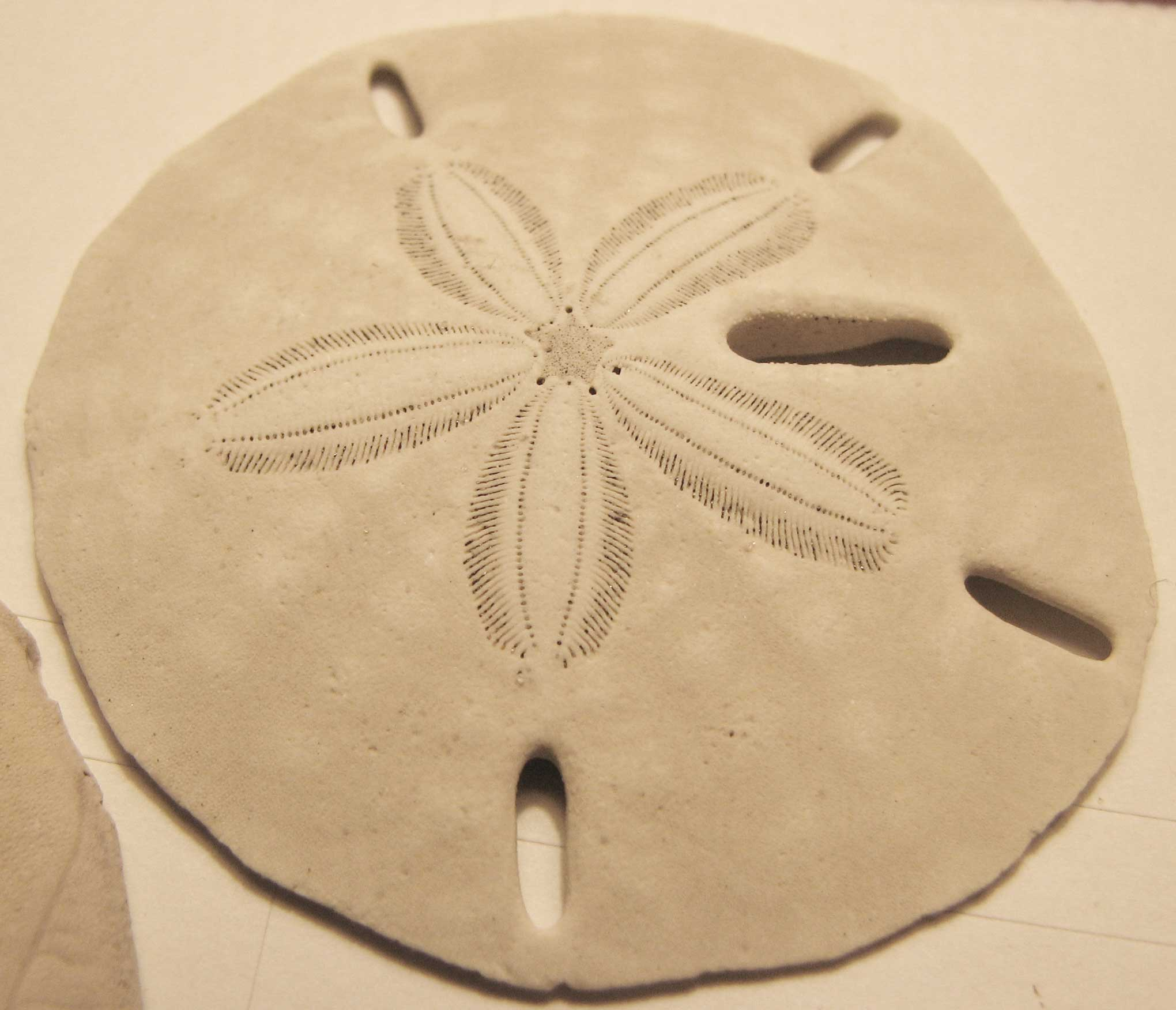
Testa de Mellita quinquiesperforata.
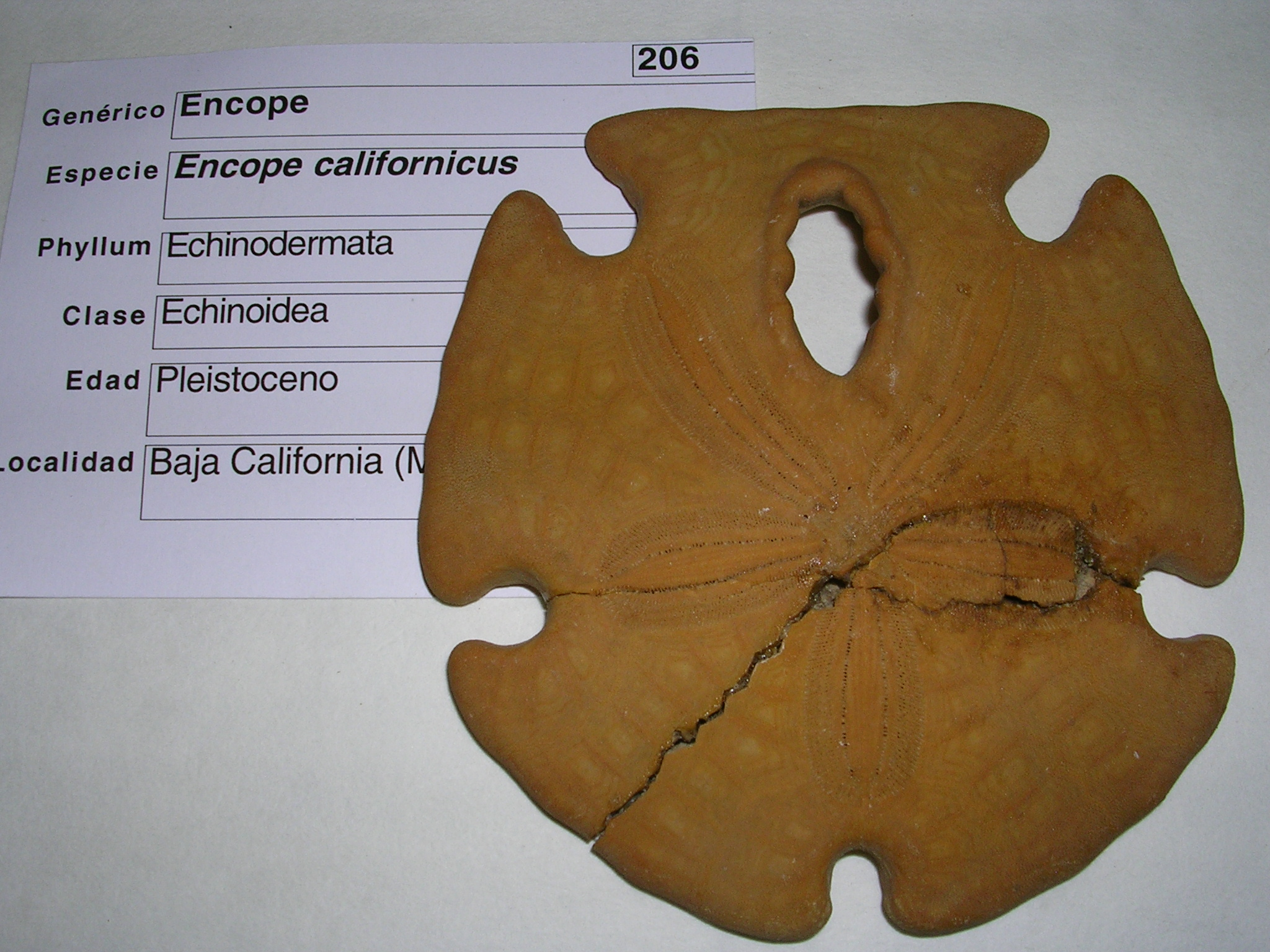
Fóssil de Encope californicus.
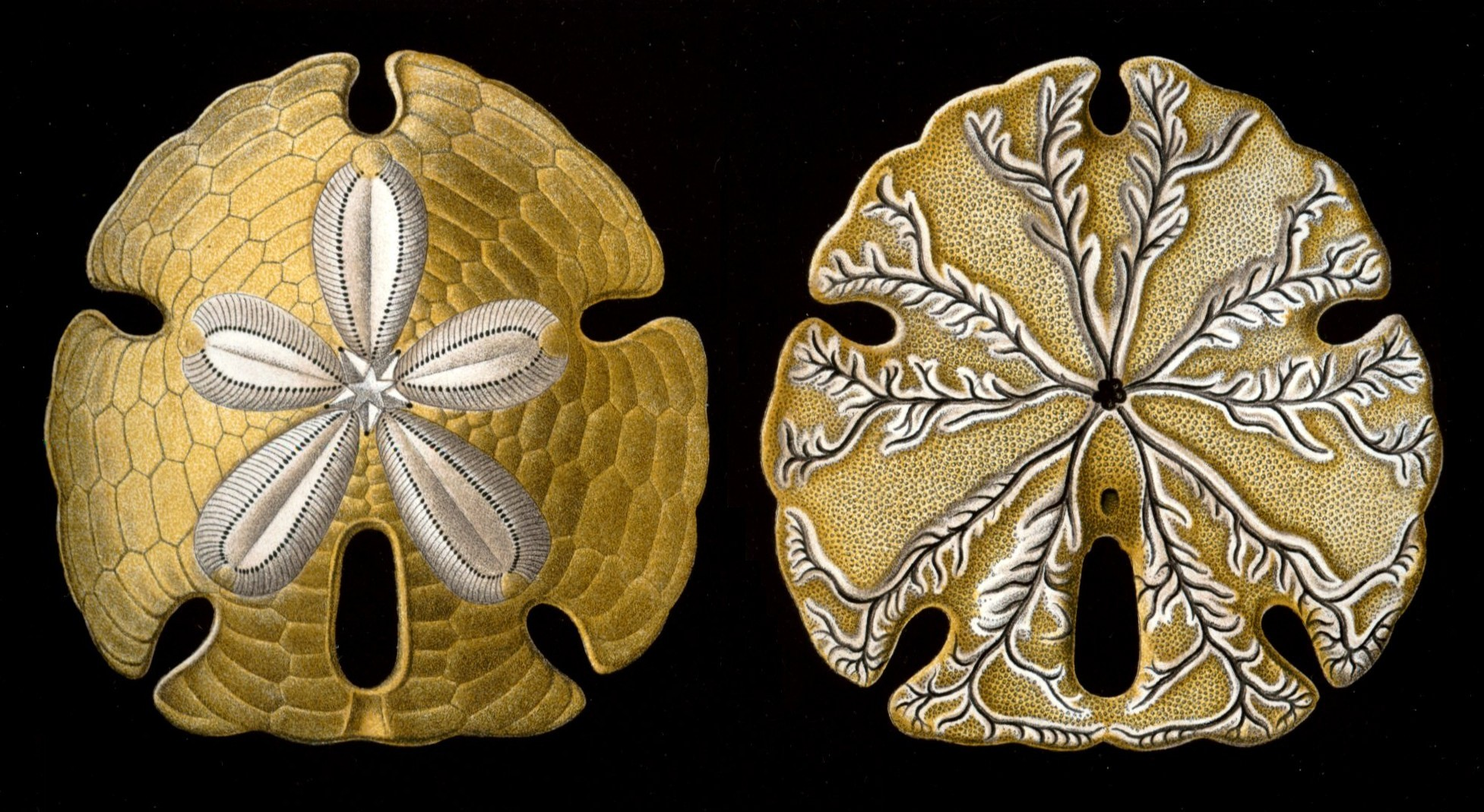
Encope emarginata desenhada por Ernst Haeckel (Formes artistiques de la nature, 1904).